# Sägmühle (Enderndorf)
Sägmühle (fränkisch: Seechmül)  ist ein abgegangener Gemeindeteil der ehemaligen Gemeinde Enderndorf im mittelfränkischen Landkreis Roth.
Sägmühle lag in der Gemarkung Enderndorf am See.

## Lage
Die dem Gemeindeteil den Namen gebende Sägmühle lag südöstlich von Absberg am Igelsbach im Bereich des heutigen Großen Brombachsees. Ihr benachbart war die ebenfalls durch den Bau des Stausees abgegangene und auch zu Enderndorf gehörende Griesmühle. Nördlich der Sägmühle führte die Kreisstraße von Gunzenhausen nach Spalt vorbei; von dieser zweigte eine Straße zur Mühle ab, die weiter nach Süden zur ebenfalls abgegangenen Öfeleinsmühle führte.

## Geschichte
Die „Segmul“ ist erstmals in dem Ende des 15. Jahrhunderts erstellten und in der Mitte des 16. Jahrhunderts kopierten „Des Götz von Berlichingen Register der Hälte und Furten um Nürnberg“ erwähnt. In einem Beleg von 1608 heißt es, dass „die Seg Mühl vnter […] Enterndorff ligent“ dem Jacob von Dill zu Enderndorf gült- und vogtbar ist und die Fraisch dem markgräflich-ansbachischen Amt Gunzenhausen obliegt. Für 1732 erfährt man, dass die „Seegmühl“ der Nürnberger Patrizierfamilie Harsdörffer gehört, ins evangelische Thannhausen gepfarrt ist und die Vogtei und die hohe Fraisch beim markgräflichen Oberamt Gunzenhausen liegen; der große Zehnt war teils nach Absberg, teils in die Pfarrei Thannhausen zu leisten, wohin auch der kleine Zehent zu reichen war. 1792 wurde die Mühle mit dem Markgrafentum Ansbach preußisch. Das Patrimonialgericht der Freiherrn von Harsdorff wurde 1798 von Preußen als dem Obereigentümer sequestriert und lebte nicht wieder auf.
Am Ende des Heiligen Römischen Reichs ging die Sägmühle mit dem ehemaligen Fürstentum Ansbach infolge des Reichsdeputationshauptschlusses 1806 an das Königreich Bayern über, wo sie ab 1808 zum Steuerdistrikt Absberg und ab 1811 zur Ruralgemeinde Enderndorf gehörte.
1956 brannte das Anwesen ab und wurde wieder aufgebaut. In der Folgezeit wurde das Sägewerk bis zum Aufkauf und Abriss durch den Bayerischen Staat zum Bau des Großen Brombachsees in den 1980er Jahren betrieben.
Per Verordnung vom 8. September 2000 wurde das 32,5 Hektar große Naturschutzgebiet Sägmühle errichtet (Ufer- und Seebereich südwestlich des Standortes der ehemaligen Mühle).

### Einwohnerentwicklung
| Jahr      | 001818 | 001840 | 001861 | 001871 | 001885 | 001900 | 001925 | 001950 | 001961 | 001970 | 001987 |
| Einwohner | 12     | 5      | *      | 11     | 7      | 6      | 8      | 17     | 8      | 5      | 6      |
| Häuser    | 2      | 1      |        |        | 1      | 1      | 1      | 3      | 1      |        | 1      |
| Quelle    | [ 11 ] | [ 12 ] | [ 13 ] | [ 14 ] | [ 15 ] | [ 16 ] | [ 17 ] | [ 18 ] | [ 19 ] | [ 20 ] | [ 21 ] |

## Religion
Der Ort war seit der Reformation evangelisch-lutherisch geprägt und war ursprünglich nach St. Bartholomäus (Thannhausen) gepfarrt, ab der ersten Hälfte des 19. Jahrhunderts war die Pfarrei Absberg zuständig.